# 이태일 (야구 선수)
이태일은 전 KBO 리그 삼성 라이온즈 소속의 야구 선수다. 경주고등학교 2학년 때 2루수에서 투수로 변신했다.

## 프로 생활

### 삼성 라이온즈시절
데뷔 첫 해인 1990년에는 방위복무를 하느라 전반기에 1승도 올리지 못했으나, 그 해 8월 8일 롯데전 노히트노런을 기록하는 등 후반기에만 13승(10선발승)을 거두었다. 1992년까지 3년 연속 10승 이상(91년 10승(모두 선발) 92년 13승(10선발승))을 기록했다.
하지만 김성근 감독이 1991년부터 2년 동안 김성길과 함께 마구잡이로 투입시킨 탓인지, 1993년부터 2년 동안 10승에 실패했다.
1995년에는 혈전증이 발병했고, 이 때문에 1995년에는 한 경기도 출전하지 못했다. 1996년에 1군으로 복귀해 재기를 노렸으나, 병마를 이기지 못하며 1997년 시즌 중 임의탈퇴 공시되어 은퇴했다.

## 학력
- 월성초등학교
- 경주중학교
- 경주고등학교
- 영남대학교